# Танберг, Герда
Герда Танберг (норв. Gerda Tanberg, 22 сентября 1902, Хурдал, Акерсхус — 16 мая 1984, Осло) — норвежская праведница народов мира.

## Биография
Герда Танберг родилась в городе Хурдал  22 сентября 1902. Была женой владельца фабрики. Во время Второй мировой войны и германской оккупации приняла участие в деятельности норвежского сопротивления.
Вместе с Ник Ваал и детским психологом и управляющим детским домом Ниной Мейер Хасвол она спасла 14 еврейских детей-сирот от депортации осенью 1942 года. Танберг спрятала детей в своей квартире в Осло. Позже им помогли перебраться в нейтральную Швецию.
Режиссёр Нина Грюнфельд сняла документальный фильм и написала книгу об этой спасательной операции. Фильм называется «Дети Нины».
Герда Танберг умерла 16 мая 1984 в Осло.
20 марта 2006 года израильский Институт Катастрофы и героизма «Яд ва-Шем» посмертно присвоил Герде Танберг почётное звание «Праведник народов мира».